# Pagbabalik ng Panday
Pagbabalik ng Panday è un film del 1981 diretto da Fernando Poe Jr..

## Produzione
Basato sull'omonimo personaggio dei fumetti di Carlo J. Caparas, il film è il sequel di Ang Panday e prequel di Ang Panday: ikatlong yugto (1982) e Ang Panday IV: ika-apat na aklat (1984).

## Distribuzione
Pellicola di fantascienza distribuita nelle sale filippine il 25 dicembre 1981 in occasione del Metro Manila Film Festival.